# Heterocarpoides levicarina
Heterocarpoides levicarina är en kräftdjursart som först beskrevs av Charles Spence Bate 1888.  Heterocarpoides levicarina ingår i släktet Heterocarpoides och familjen Pandalidae. Inga underarter finns listade i Catalogue of Life.